# توتال دهامال
توتال دهامال (بالهندية: टोटल धमाल) (بالإنجليزية: Total Dhamaal) هو فيلم كوميدي ومغامرات باللغة الهندية عام 2019 من إخراج وتأليف إندرا كومار. الفيلم هو الدفعة الثالثة من سلسلة دهامال وتكملة مستقلة لفيلم دهامال (2007) ودابل دهامال (2011). ومن النجوم أجاي ديفجان، أنيل كابور، مادهوري ديكسيت، ريتيش ديشموك، أرشد وارثي وجاويد جعفري.  
تعتمد قصة الفيلم بشكل فضفاض على فيلم عطلة لعام 2015  وبعض المشاهد مقتبسة من فيلم مزيج لعام 2014. تم إصدار فيلم توتال دهامال في 22 فبراير 2019 وتلقى مراجعات متباينة. تم إنتاج الفيلم بميزانية تتراوح بين 90 إلى 100 كرور ، وحقق إجمالي إيرادات  228.27 كرور روبية في جميع أنحاء العالم وحقق نجاحًا تجاريًا. 
وهذا هو آخر فيلم أصدرته فوكس ستار ستوديوز قبل استحواذ شركة ديزني على شركة إستوديوهات القرن الحادي والعشرين، والذي اكتمل في مارس 2019.

## الحبكة
جودو وشريكه جوني يسرقان 50 كرور  من الأموال السوداء من مفوض الشرطة شامشير سينغ. عندما حاولوا الهروب، خدعهم شريكهم بينتو وهرب بالأموال. أفيناش وبيندو زوجان مضطربان يقدمان دعوى طلاق ويتجادلان حول الاحتفاظ بطفلهما. لالان وجينجور شريكان يعملان في خدمة الإطفاء حيث يقومان فقط بإنقاذ الأشخاص أولاً الذين يقدمون لهم رشوة مما يؤدي إلى طردهما بعد التسبب في حادث أثناء إنقاذ الأشخاص من منزل مشتعل. يجد آدي وماناف وظيفة في معرض فني حيث يدمران المعرض بالكامل عن طريق الخطأ ويهربان بسيارة المالك المتطورة التي يتم التحكم فيها عن بعد. في هذه الأثناء، يخطط بينتو لمغادرة البلاد لكن جودو وجوني يلحقان به. أثناء هروبه منهم، يصعد بينتو إلى طائرة خاصة للهروب لكنه يعلم أنه بدلاً من الطيار، أحضر معه عامل النظافة. يتمكن عامل النظافة من الهروب بالمظلة الوحيدة وتتحطم الطائرة. بالصدفة يصل الجميع إلى موقع الحادث حيث يكشف بينتو أن الأموال محفوظة في حديقة حيوان أومكار ويطلب منهم البحث تحت أمر "OK". بعد التعرف على المال، يقرر الجميع الاستيلاء على المال لأنفسهم.
تعطلت سيارة جودو وجوني وهما ينتظران على الطريق للعثور على سيارة أخرى. بعد العثور على واحد، صادفوا مفوض الشرطة الذي طاردهم بعد ذلك إلى معبر للسكك الحديدية، وكادوا أن يهربوا من المفوض عندما اصطدم قطار بسيارتهم. ثم يجدون سيارة متطورة مزودة بنظام تحديد المواقع العالمي (GPS) يتحدث اللغة الصينية بشكل ساخر، والذي يوجههم إلى طرق خاطئة ويقود السيارة في النهاية إلى منحدر حاد ويدمرها. وأخيرًا، يستقلون طائرة يعتقدون أنها متجهة إلى رحلة غوص، ولكن سرعان ما يكتشفون أنها في الواقع متجهة إلى رحلة قفز بالمظلات، ويضطرون إلى القفز على مضض من الطائرة. يقود أفيناش السيارة إلى الغابة مدعيا أنه يعرف طريقا مختصرا إلى المطار. عندما يضيعون في الغابة، يلتقون بقروي محلي يدعي أنه يعرف الطريق إلى الطريق السريع. كلاهما يأخذانه معهما ويحاولان عبور جسر خشبي للوصول إلى الجانب الآخر، لكنه ينهار. بعد أن تجنبوا لحسن الحظ السقوط في الجرف، أدركوا أن القروي كان بدلاً من ذلك يقودهم إلى مطعم يسمى Hotel Highway مما دفع أفيناش إلى ضربه. لاحقًا، يحاولون عبور النهر للوصول إلى الطريق السريع الحقيقي، الذي يمتلئ بالمياه عندما يتم فتح السد، ويجرفهم إلى حافة الشلال. يأخذه لالان وجينجور إلى خدمة طائرات الهليكوبتر القريبة، حيث يسافران على متن طائرة هليكوبتر قديمة ومكسورة يملكها المالك والتي على وشك التحطم. قفزوا من المروحية المحطمة وهبطوا على مبنى قيد الإنشاء. يستخدم آدي وماناف السيارة المسروقة للوصول إلى جاناكبور. ومع ذلك، يتحطم آدي بالسيارة في الصحراء بعد تشتيت انتباهه من قبل امرأة جذابة ثم يقوم هو وماناف بالعبث عن طريق الخطأ بجهاز التحكم عن بعد، مما يتسبب في انفجار السيارة وبالكاد يتمكنان من النجاة من السيارة المحترقة. وبعد قليل، يتعرضون لهجوم من قطيع من النسور ويعلق آدي في الرمال المتحركة بعد الهروب منهم. يجد ماناف ثعبانًا بدلاً من ذلك ويضطر آدي إلى الإمساك به للخروج. عندما يخرج آدي، يوبخ ماناف لأنه لم يحضر حبلًا قريبًا كان يُستخدم للغسيل.
بعد الهروب بطريقة ما من سيناريوهات الموت القريب، يصل الجميع إلى حديقة حيوان أومكار حيث يبدأون في العثور على الأموال المخفية. لقد رأوا أن رجلاً يُدعى تشينابا سوامي يخطط لإغلاق حديقة الحيوانات بشكل غير قانوني وتحويلها إلى مستعمرة سكنية عن طريق قتل جميع الحيوانات. عندما لا يوافق المشرف عليها براتشي، يقوم بحبسها داخل محطة التحكم. ثم ترى المجموعة أن رجال تشينابا يقومون بتسميم طعام الحيوانات لقتلهم. عندما يطلب جينجور وماناف وجوني وبيندو إنقاذهم، تقرر المجموعة إنقاذ الحيوانات. يصادف جودو أسدًا وينجح في منعه من أكل شريحة اللحم المسمومة. يحاول لالان وجينجور منع غوريلا صغير من أكل الموز المسموم لكن لالان يتعرض للضرب على يد الغوريلا الأب. ينجح لالان في إنقاذ الغوريلات بإقناعهم بعدم أكل الموز. يحاول آدي وماناف إنقاذ فيل صغير أكل قصب السكر المسموم. لقد أنقذوه ولكن الفيل تقيأ على آدي والفيلة شكرتهم. يحاول أفيناش وبيندو منع النمر من أكل شريحة اللحم المسمومة، لكن النمر يطارد بيندو وتهرب منه عن طريق تسلق شجرة. ثم ينجح أفيناش في إقناع النمر. تتحرر براشي عندما يفتح قردها الأليف الأمن الباب. بعد إنقاذ الحيوانات بنجاح، قررت المجموعة تقسيم المال بالتساوي بينهم جميعًا. إنهم، برفقة المفوض بعد تعقب جودو وجوني أخيرًا، يواجهون تشينابا ولكن يتم إنقاذهم عندما يوجه أحد رجال الأمن مسدسًا إلى وجه تشينابا. ثم تطارد الحيوانات تشينابا. يسامح المفوض جودو وجوني عندما يتلقى أيضًا بعض الأموال. أفيناش وبيندو يسامحان بعضهما البعض ويقرران العيش بسعادة معًا. جودو يقع في حب براشي ويسأله جوني إذا كان بإمكانه الحصول على صديقة أيضًا.

## الممثلون
- أجاي ديفجان في دور غودو
- أنيل كابور في دور أفيناش "أفي" باتيل
- مادهوري ديكسيت في دور بيندو باتيل
- ريتيش ديشموك بدور ديشباندو "لالان" روي
- أرشد وارثي في دور أديتيا "آدي" سريفاستافا
- جاويد جعفري في دور ماناف سريفاستافا
- إيشا غوبتا في دور براتشي (ظهور خاص)
- سانجاي ميشرا في دور جوني ديكوستا
- بيتوباش تريباثي في دور جينجور
- جوني ليفر في دور الطيار
- بومان إيراني كمفوض دون
- فيجاي باتكار في دور المفتش عباس
- مانوج باهوا في دور بينتو تشوكسي
- ماهيش مانجريكار في دور تشينابا سوامي، وهو مجرم يريد إغلاق حديقة حيوان أومكار بشكل غير قانوني وتحويلها إلى مجلس إسكان خاص به
- علي بدور الرجل التاميل "ناريال باني"
- كريستال القرد كحارس (قرد)
- سوديش ليهري في دور ألطف
- نيهاريكا رايزادا في دور روما
- هانز ديف شارما في دور الرجل الذي يقفز من مبنى مشتعل بالنيران ويعطي 200 ألف رشوة لإنقاذه.
- جاكي شروف بدور نظام تحديد المواقع العالمي (جي بي اس) (صوت فقط).
- سوناكشي سينها (ظهور خاص في أغنية "مونجدا")

## الموسيقى التصويرية
تم تأليف موسيقى الفيلم بواسطة سانديب شيرودكار، بينما تم تأليف أغاني الفيلم بواسطة جوروف روشين، وكانت كلمات الأغاني من تأليف كومار وكونوار جونيجا. ساعد فاتسال شيفلي في خلط جميع الأغاني. جميع الأغاني تم مزجها بواسطة أفتاب في استوديوهات هيدروم.
| #  | عنوان                                             | المدة |
| -- | ------------------------------------------------- | ----- |
| 1. | "بايسا يه بايسا (المال هذا المال)" (من فيلم كارز) | 4:01  |
| 2. | "مونجدا (مرجاني)" (من فيلم إنكار)                 | 3:16  |
| 3. | "سبيكر بهات جاي (ينفجر مكبر الصوت)"               | 2:58  |
| 4. | "أغنية الموضوع"                                   | 3:10  |

## روابط خارجية
- توتال دهامال على موقع IMDb (الإنجليزية)
- توتال دهامال على موقع روتن توميتوز (الإنجليزية)
- توتال دهامال على موقع ألو سيني (الفرنسية)
- توتال دهامال على موقع بوكس أوفيس موجو (الإنجليزية)
- توتال دهامال على موقع قاعدة بيانات الفيلم (الإنجليزية)
- توتال دهامال على موقع ليتربوكسد (الإنجليزية)
- توتال دهامال على موقع كينوبويسك (الروسية)